# Robert W. Berger
Robert W. Berger (* 21. Juli 1933 in Breslau) ist ein deutscher Mathematiker. 

## Leben
Nach der Promotion in Heidelberg am 29. Januar 1958 bei Friedrich Karl Schmidt und der Habilitation am 8. Mai 1963 an der Universität Heidelberg wurde er Nachfolger Dieter Puppes am 1. April 1968 Ordinarius für Mathematik an der Universität des Saarlandes. 2001 wurde er emeritiert. Von 1971 und 1973 war er Dekan die Mathematisch-Naturwissenschaftliche Fakultät und war von 1975 bis 1979 Vizepräsident für Forschung an der Universität des Saarlandes.
Seine Forschungsinteressen sind kommutative Algebra und algebraische Geometrie.

## Schriften (Auswahl)
- Various notions of associated prime ideals. Saarbrücken 1994.
- Algebraische Theorie der Differentiale. Saarbrücken 1994.
- Prefinite differential modules. Saarbrücken 1996.